# Barbara Geiger
Barbara Geiger (* 1981) ist eine deutsche Juristin. Sie ist seit April 2022 Richterin am Bundessozialgericht.

## Leben und Wirken
Geiger studierte Rechtswissenschaften an der Bucerius Law School in Hamburg mit einem Auslandstrimester an der University of Oxford. Nach Abschluss ihrer juristischen Ausbildung war sie ab 2008 zunächst als Rechtsanwältin bei der international tätigen Wirtschaftskanzlei Gleiss Lutz tätig. 2012 nahm sie ihre Tätigkeit als Richterin beim Sozialgericht Hamburg auf. 2014 wurde sie dort zur Richterin am Sozialgericht ernannt. Von 2017 bis 2019 war Geiger als wissenschaftliche Mitarbeiterin an das Bundessozialgericht, im Jahr 2020 an das Bundesverfassungsgericht abgeordnet, wo sie ab Januar 2021 persönliche Referentin des Präsidenten des Bundesverfassungsgerichts Stephan Harbarth gewesen war. 2021 erfolgte ihre Ernennung zur Richterin am Landessozialgericht Hamburg.
Nach ihrer Ernennung zur Richterin am Bundessozialgericht im April 2022 wies das Präsidium Geiger dem für die gesetzliche Krankenversicherung zuständigen 1. Senat zu.
Im Juni 2025 wurde bekannt, dass sie in Zukunft die Leitung der Abteilung 2 "Gesundheitsversorgung, Krankenversicherung" im Bundesministerium für Gesundheit übernehmen soll.